# Otto – Die Serie
Otto – Die Serie ist eine deutsche Comedyserie von Otto Waalkes die erstmals 1995 auf RTL ausgestrahlt wurde. Sie erlangte vor allem Bekanntheit durch das Verwenden von Szenen aus der 32-teiligen Edgar-Wallace-Filmreihe der Rialto Film (1959–1972), die nachsynchronisiert, in einigen Fällen auch nachcoloriert und mit zusätzlichen Szenen zu Sketchen zusammengeschnitten wurden.

## Hintergrund
Neben Otto Waalkes waren auch Bernd Eilert, Robert Gernhardt und Peter Knorr als Autoren für die Serie tätig. Die Digitalisierung der Edgar-Wallace-Filme und das aufwändige Hineinschneiden von Otto Waalkes in das alte Bildmaterial trieb die Produktionskosten auf 10 Millionen DM, damaliger Rekord für eine deutsche Comedyserie.
Die Erstausstrahlung fand am 30. Januar 1995 auf RTL statt. Die 13 Folgen wurden jeweils montagabends um 20:15 Uhr gezeigt. Die erste Folge hatte 7,64 Millionen Zuschauer, die Quoten wurden jedoch von Woche zu Woche schlechter, so dass die Serie von vielen als Flop betrachtet wurde. Die Serie wurde in unregelmäßigen Abständen wiederholt, neben RTL auch auf RTL II und Super RTL.
2005 wurde Otto – Die Serie auf DVD veröffentlicht.

## Kritiken
Die Kritiken fielen überwiegend negativ aus. Ralf Schlüter von der Berliner Zeitung kritisierte kurz nach der Ausstrahlung der Pilotfolge, dass die Serie zu wenig Neues biete: „Wie er seine uralten Witze mit uralten Filmen zusammenmixte, das war schon raffiniert und technisch sehr liebevoll gemacht. Besonders komisch war es nicht.“ Auch Barbara Sichtermann von der Zeit empfand den Humor als nicht mehr zeitgemäß: „Ein glückliches Comeback hätte es für Otto nur gegeben, wenn er sich in die neunziger Jahre reingetraut hätte, anstatt sich ausgerechnet im Mittelalter des deutschen Filmschaffens zu verkriechen. Und wenn er konsequent darauf verzichtet hätte, alte Erfolge wie ‚English für Insiders‘ zu variieren und damit zu Tode zu reiten.“ Michael Reufsteck schrieb in seinem Fernsehlexikon: „Die technische Leistung, Otto passgenau in die alten Szenen zu montieren, war beeindruckend, stand aber in keinem Verhältnis zum Witz, der dabei heraussprang.“